# Yūto Satō
Yuto Sato (佐藤 勇人, Sato Yuto) est un footballeur japonais né le 12 mars 1982 à Kasukabe dans la préfecture de Saitama au Japon.